# Fekete szárú cseresznye
A Fekete szárú cseresznye egy népszerű magyar nóta. Jelenlegi formájának szerzője ismeretlen.
Feldolgozás:
| Szerző        | Mire                         | Mű                                | Előadás |
| ------------- | ---------------------------- | --------------------------------- | ------- |
| Ludvig József | ének, zongora, gitárakkordok | A csitári hegyek alatt, 13. oldal |         |

## Kotta és dallam
| Fekete szárú cseresznye, rabod lettem, szép menyecske. Ne bánj vélem, mint raboddal, hanem úgy, mint galamboddal. | Magas a torony teteje, juhaimnak nincs mezeje. Juhaimnak zöld mező kell, magamnak szép szerető kell. | Akkor gyere mikor mondom, csizmád sarka ne kopogjon. Réz sarkantyúd se peregjen, hogy az anyám fel ne keljen. |

## Felvételek
- Fekete szárú cseresznye. Koréh Endre  YouTube (1953. október 24.)  (Hozzáférés: 2016. május 4.) (audió)